# Брауншвейзький собор

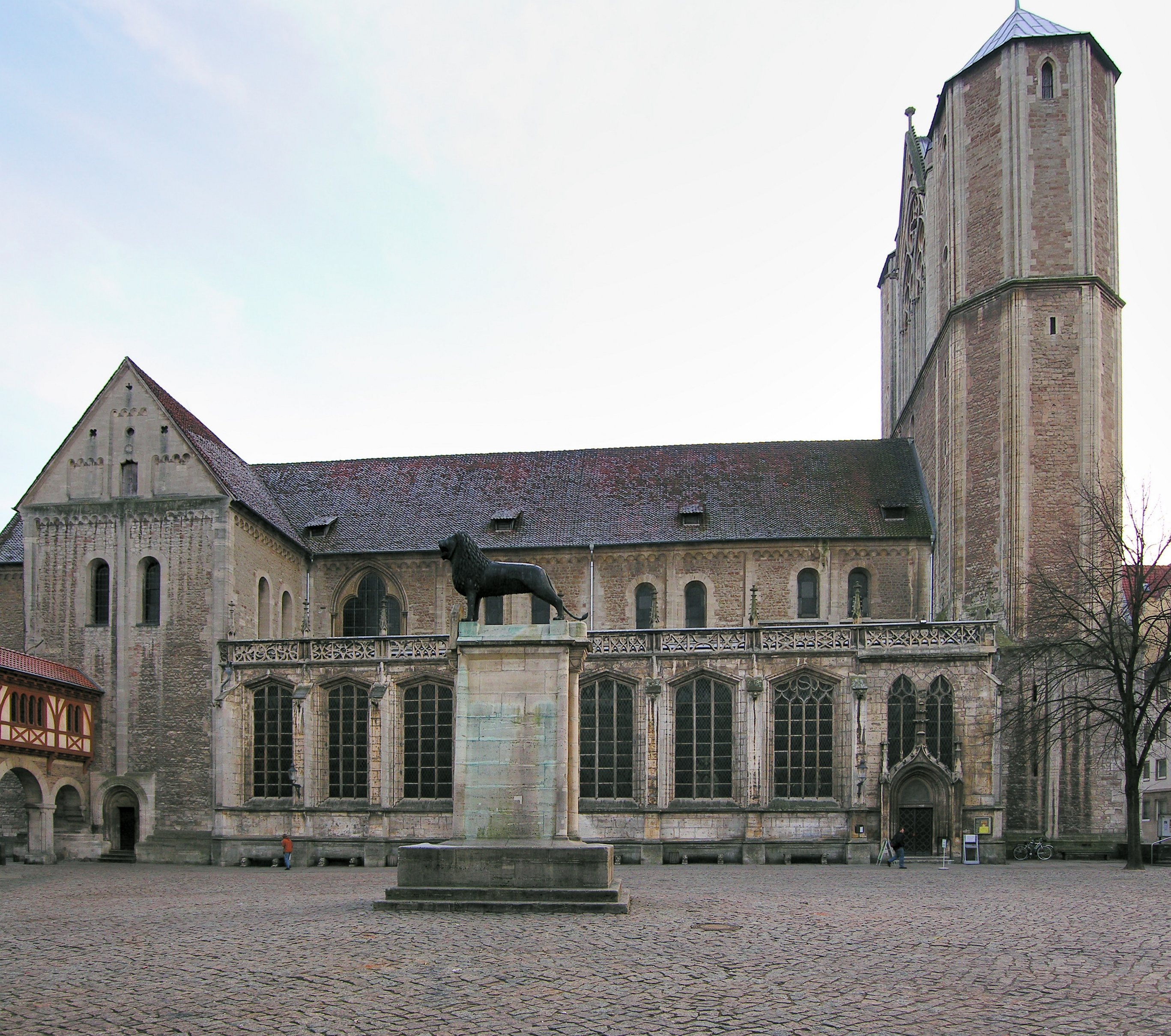
Загальний вигляд з Бургплац, на передньому плані Брауншвайзький лев

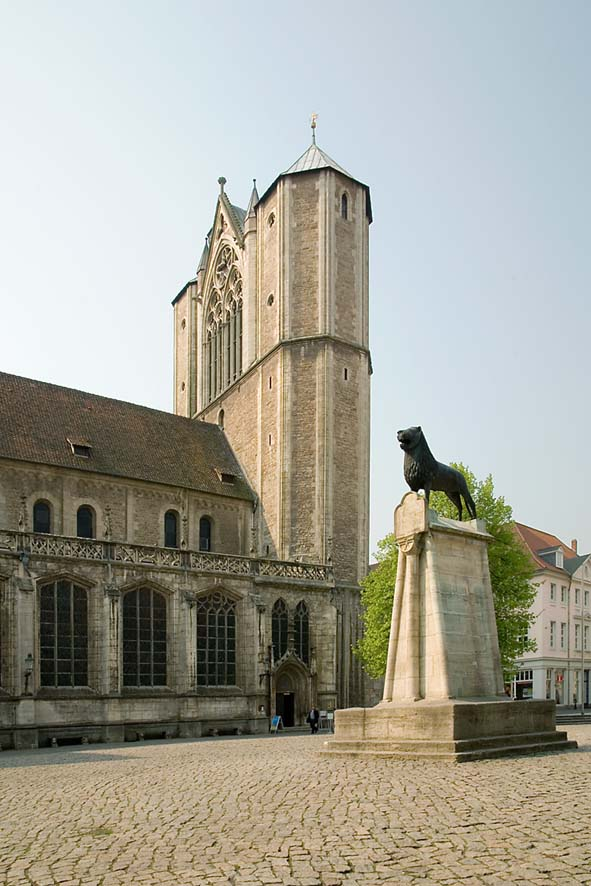
Собор і лев

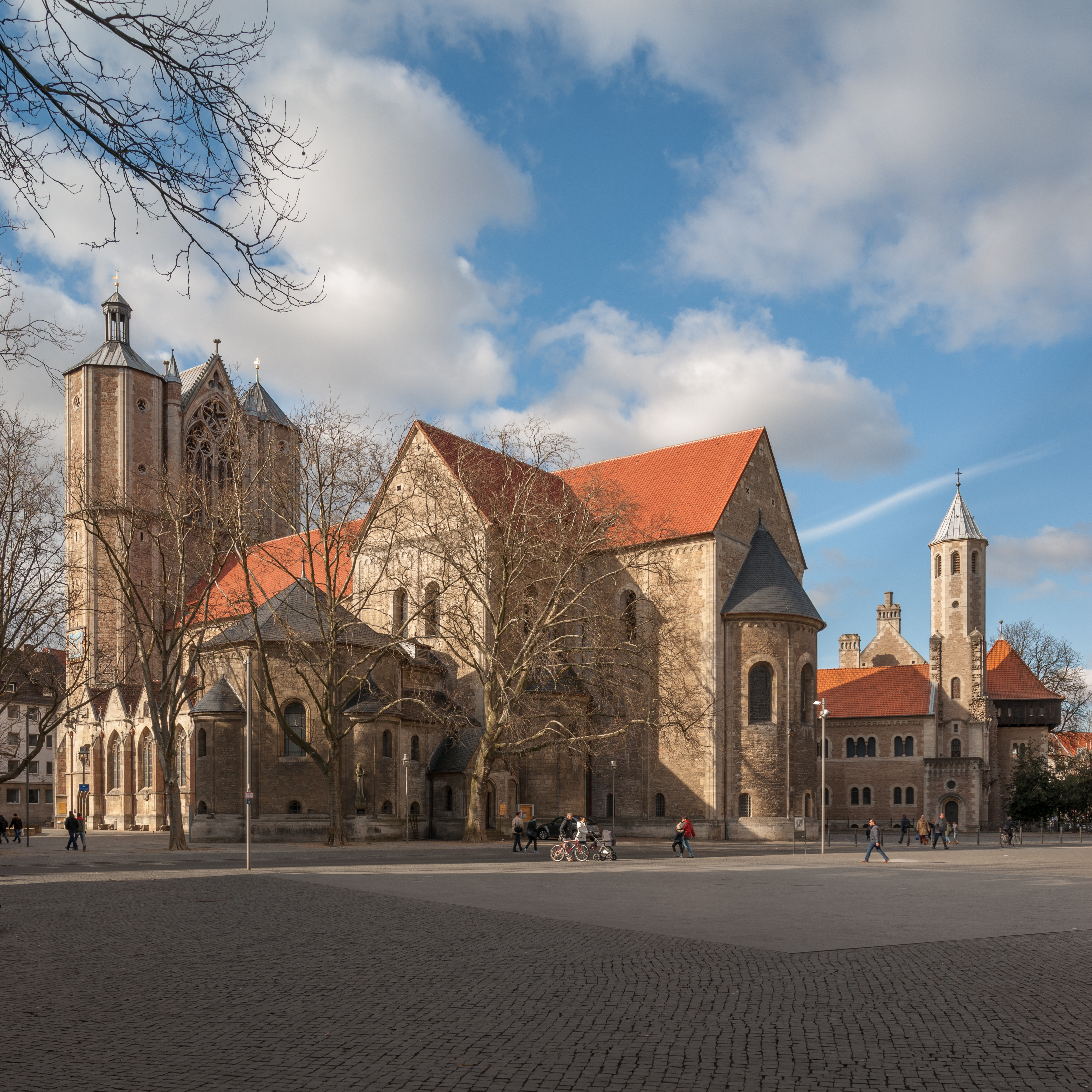
Вигляд з південного сходу з апсидою праворуч, вівтарем у центрі та вежами на задньому плані. На задньому плані праворуч видно вежу замку Данквардероде

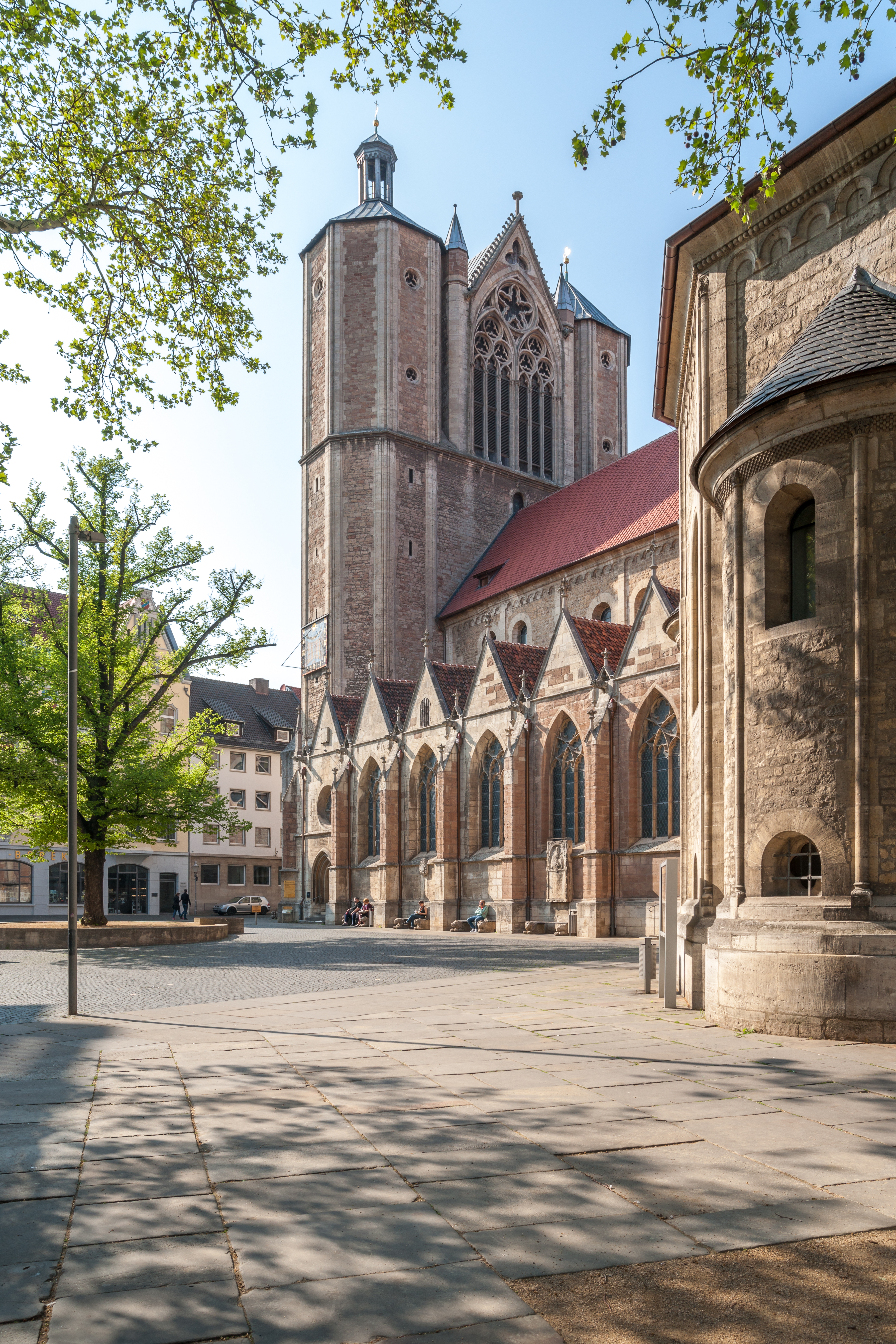
Південна сторона з тильною частиною вестверка

Брауншвейзький собор, офіційна назва — Собор Св. Власія в Брауншвейгу, а раніше Колегіальна церква Св. Власія та Св. Івана Хрестителя, — найважливіша церква в Брауншвейгу. 1173 року подарований як колегіальна церква Генріхом Левом, герцогом Баварії та Саксонії, навпроти його замку Данквардероде «на честь святого Власія Севастіського та святого Івана Хрестителя. Собор також призначений як місце спочинку герцога та його другої дружини Матильди Англійської. Собор був освячений у 1226 році.

## Історія

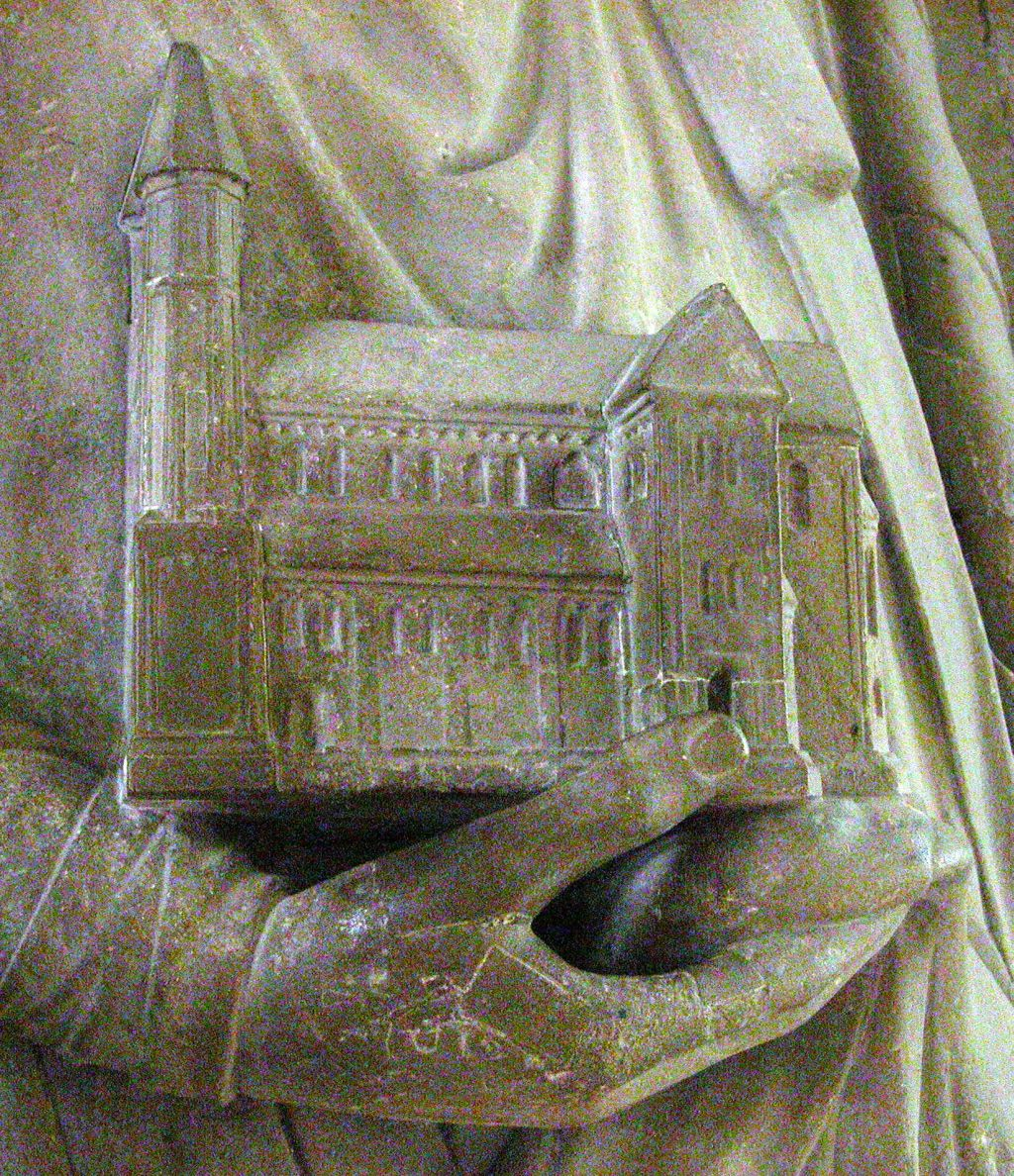
Макет собору на могилі Генріха Лева

Після повернення Генріха Лева зі Святої землі, куди він здійснив паломництво, у 1173 році почалося будівництво церкви. Протягом 1182–1185 років, періоду першого вигнання Генріха до Англії, можна припустити, що будівництво було перервано. Існує припущення, що східна сторона будівлі була завершена близько 1188 року (рік освячення Вівтаря Марії, який і сьогодні знаходиться в соборі). Хоча дах церкви згорів у 1195 році, у рік смерті Генріха Лева, робота над навою і частинами підлоги вежі, можливо, була завершена.
Коли Генріх помер у 1195 році, він був похований у ще недобудованому соборі поруч із своєю другою дружиною Матільдою, яка померла у 1189 році. Загальна гробниця в соборі була подарована близько 1230 року, про що є підтвердження із Середньовіччя.
Найімовірніше будівлю почали відносити до «собору» у XIV або XV столітті. За розумінням середньовічних часів, собор означав не стільки церкву єпископа, скільки монастирську церку. До ХІХ століття кафедральний собор у Брауншвейгу називали «колегіальною церквою» або колегіальною церквою Св. Власія та Св. Іоанна Хрестителя, ця назва в деяких випадках використовується й сьогодні.
29 грудня 1226 року собор був освячений, а Томас Бекет був обраний третім святим покровителем собору. Брауншвейгський собор є протестантським собором з 1543 року.
Сьогодні офіційна назва — Євангелічно-лютеранська кафедральна церква Св. Бласія в Брауншвейзі. 

## Архітектура

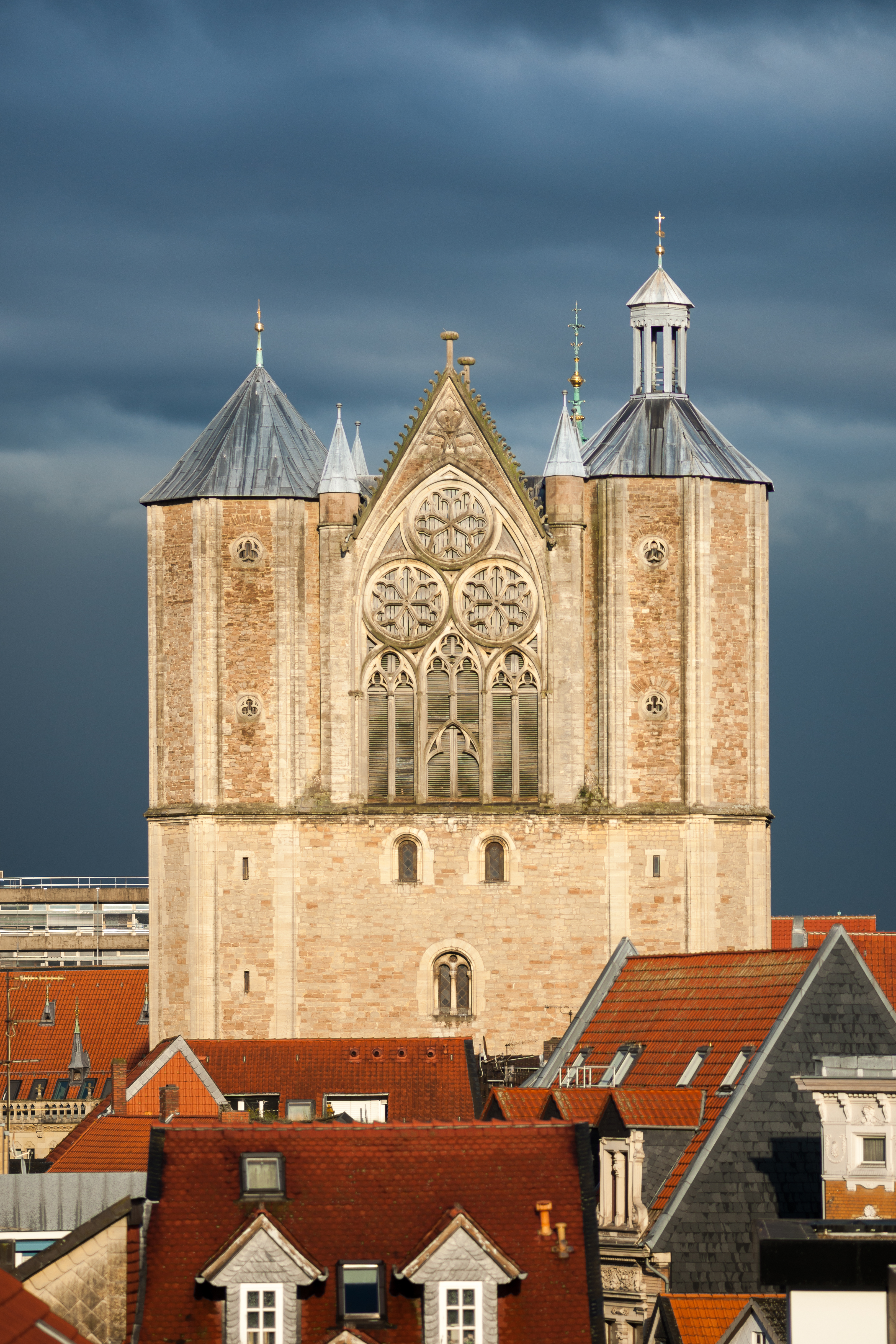
Саксонське західне крило Westwerk у вечірньому світлі

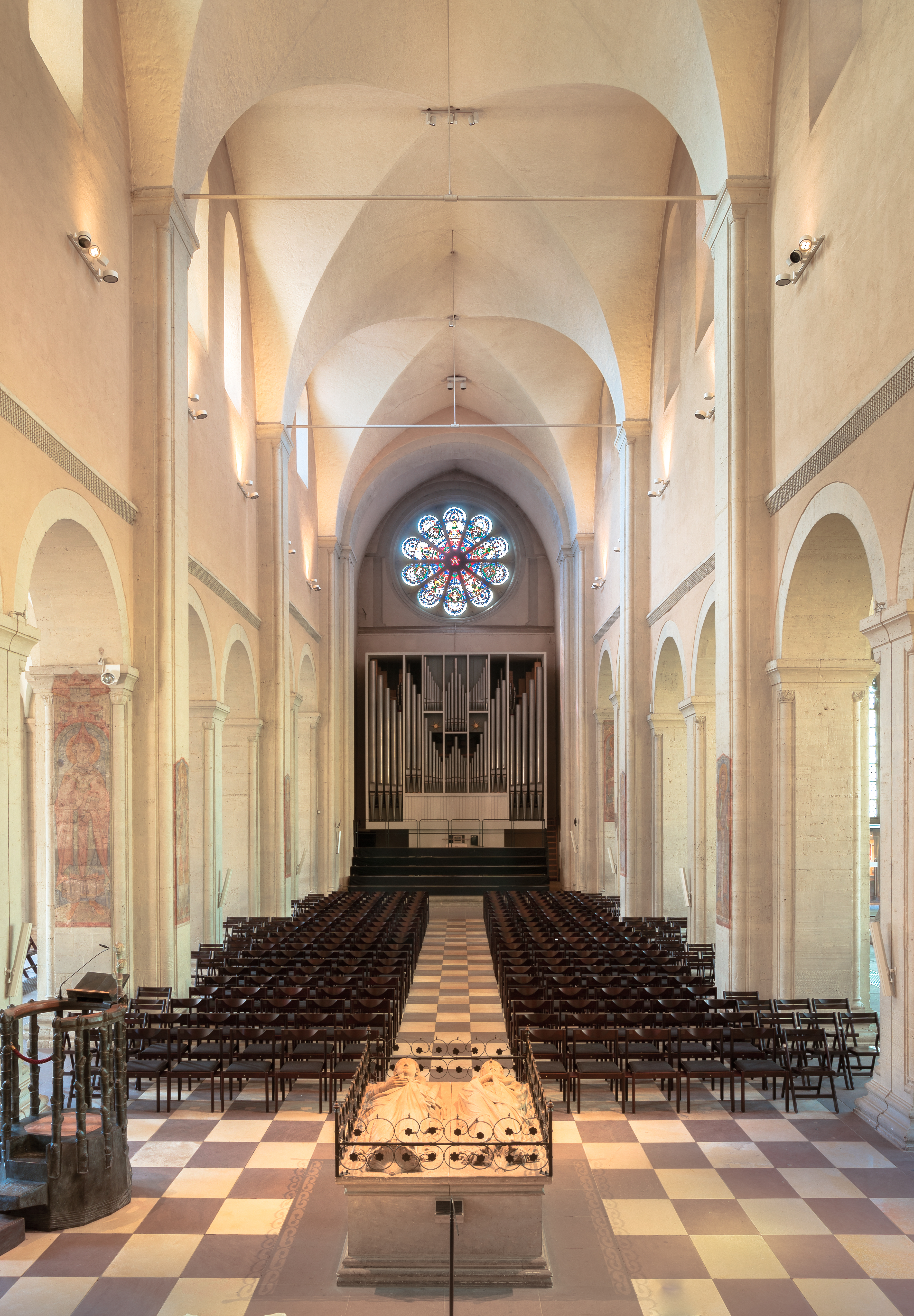
Центральна нава (орієнтована на захід). На передньому плані гробниця Генріха Лева і його другої дружини Матильди Плантагенет.

Записів про початок робіт романської будівлі та доручення майстрів сьогодні вже немає. Можна тільки орієнтуватися на освячення численних вівтарів у соборі, деякі з яких досі задокументовані.
Спочатку задуманий як трибанна романська базиліка на стовпах у зв'язаній системі з трансептом, трьома апсидами, криптою, високим хором і саксонським західним крилом (як це можна знайти, наприклад, у соборі Кеніґслюттер) і побудована з вапняку. Собор розширювався та перебудовувався кілька разів протягом століть. Особливий архітектурний дизайн ґрунтується на стовпах і стінових шаблонах з крайовими колонами, кубоподібними капітелями, піднятими склепіннями, безперервними в центральній наві як бочкоподібне склепіння без поясних арок. Ця проста форма склепіння, яка обходиться без поділу склепіння на яруси, є дивовижною для пізньої романської церкви.
Східна сторона собору зазнала найменших архітектурних змін протягом століть. На північній стороні, у напрямку до Бургплац, знаходиться головний портал церкви, над яким розміщений герб гвельфського канцлера і каноніка Людольфа Квірре та дата —1469 рік. Дві восьмикутні вежі собору отримали готичну дзвіницю близько 1300 року, але залишилися недобудованими донині.
Між 1322 і 1346 роками до південної сторони було додано ще один прохід. Після того, як бічна нава з північної сторони була видалена, на його місці був побудований пізньоготичний зал з двома навами в 1472 році за герцога Вільгельма «Переможця». Його вікна були прикрашені вітражами (зняті в 1687 році) із зображеннями герцогів і герцогинь, що надавало йому вигляду залу слави Брауншвейзької династії. Незвичайними рисами цієї будівлі є вікна з тюдорівськими арками, характерними для перпендикулярного стилю, англійської пізньої готики, а також кручені колони та фігурні нервюрні склепіння.

Великі архітектурні зміни відбулися за герцога Рудольфа Августа близько 1687 року та його брата герцога Антона Ульріха близько 1700 року. Між 1866 і 1910 роками собор був ґрунтовно реконструйований окружним майстром Ернстом Віге та перероблений у стилі історизму відповідно до смаку часу.

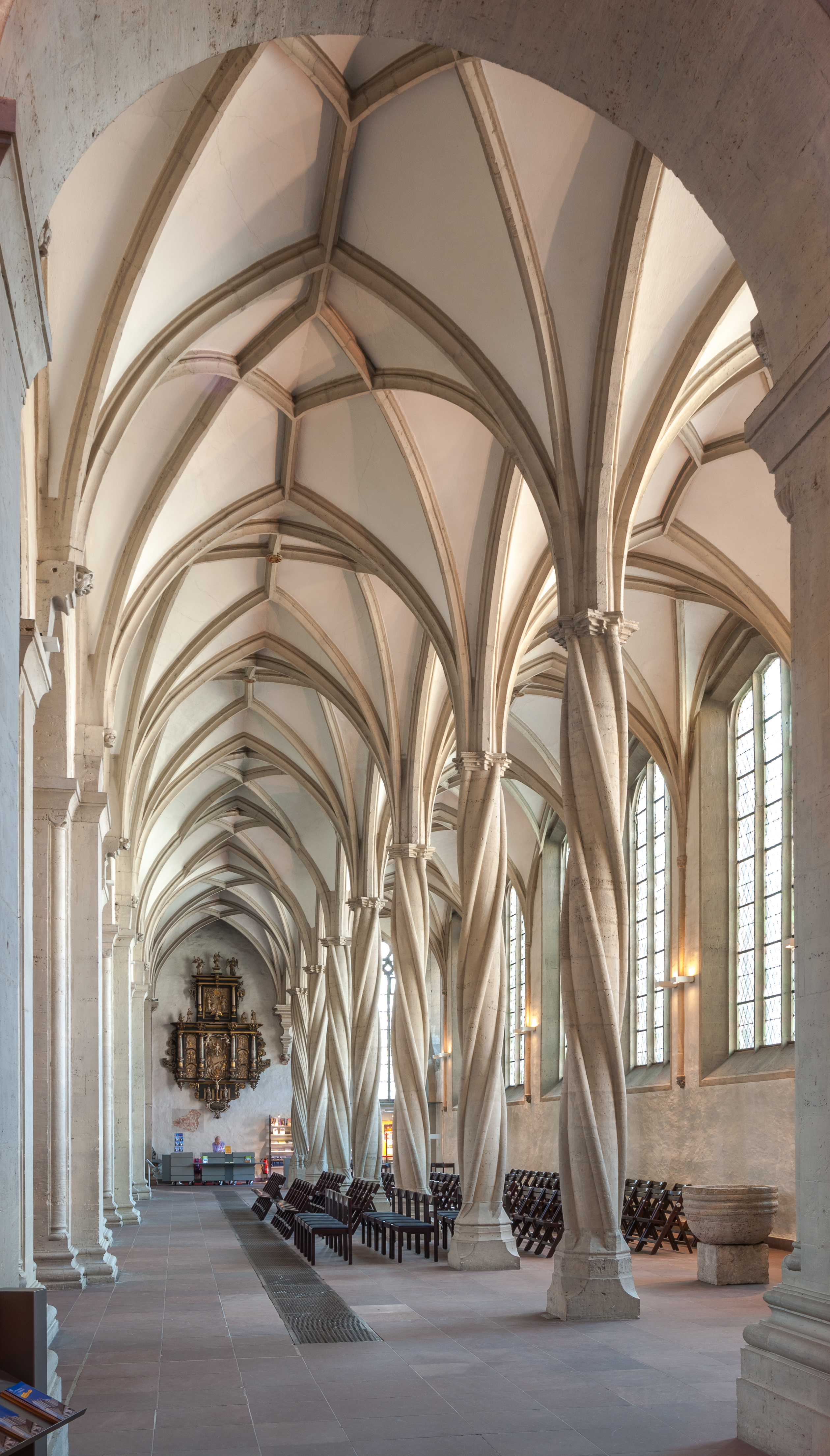
Північний прохід з колонами в перпендикулярному стилі
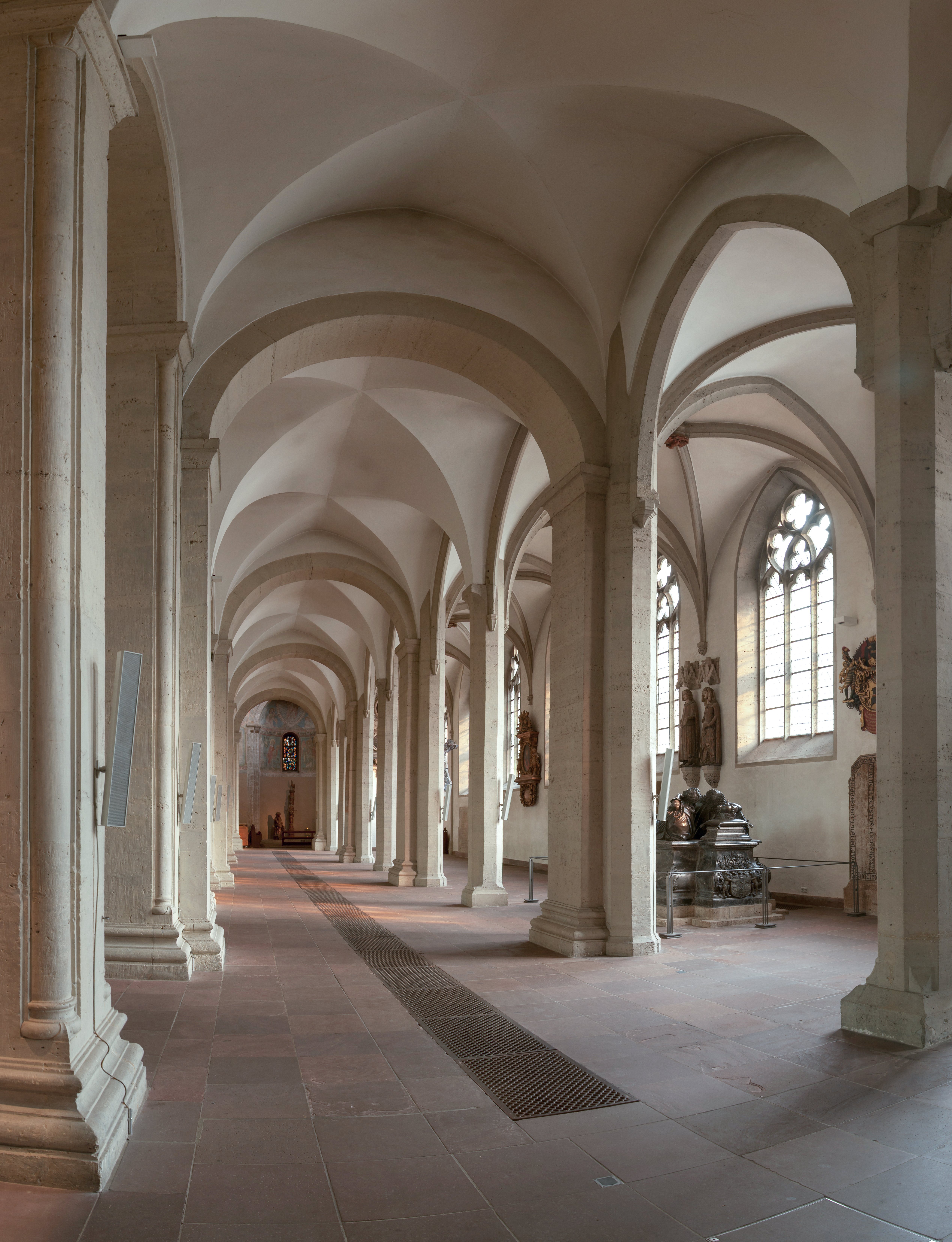
Південний прохід
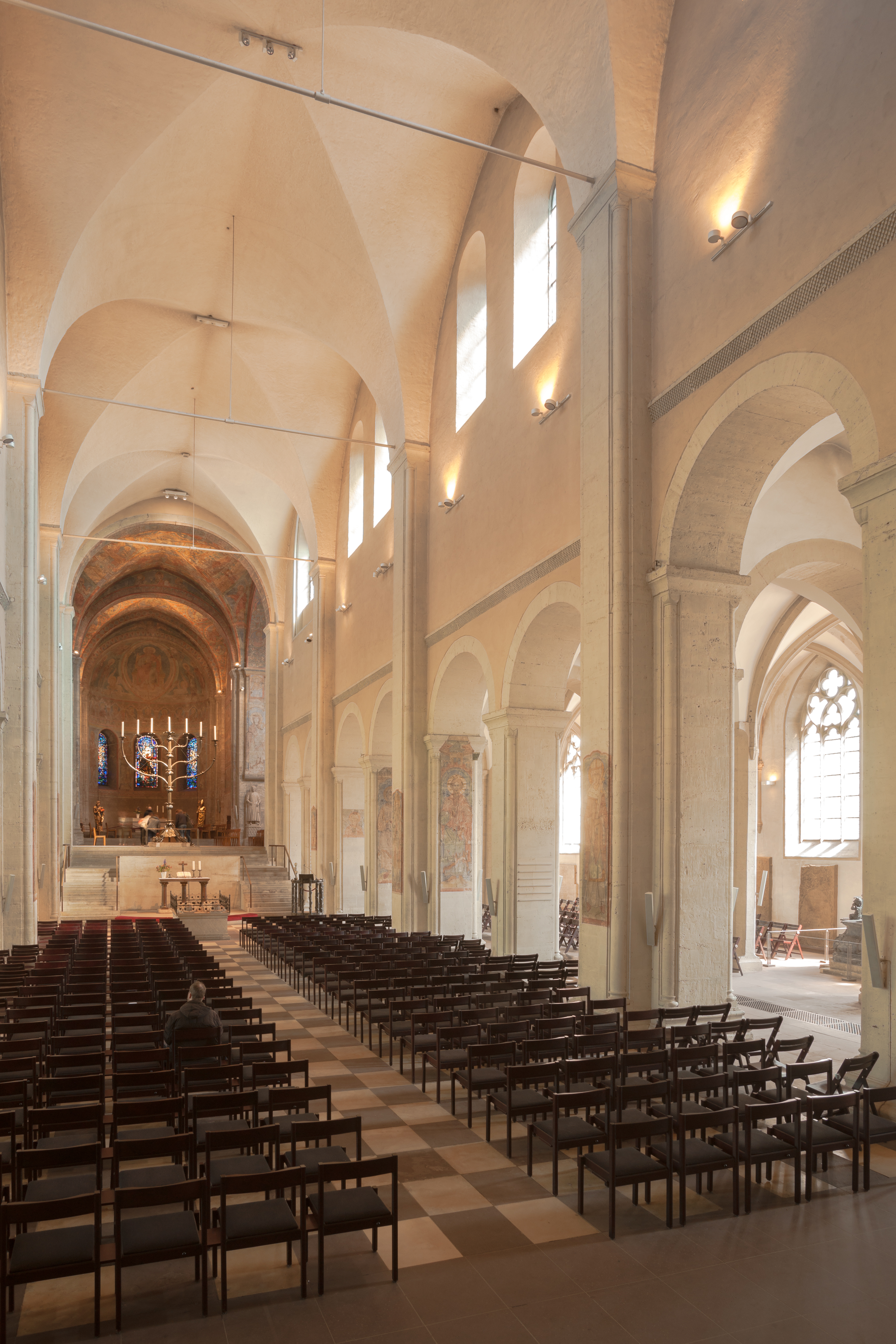
Центральний неф (орієнтований на схід)

## Внутрішнє оздоблення

### Альсекко

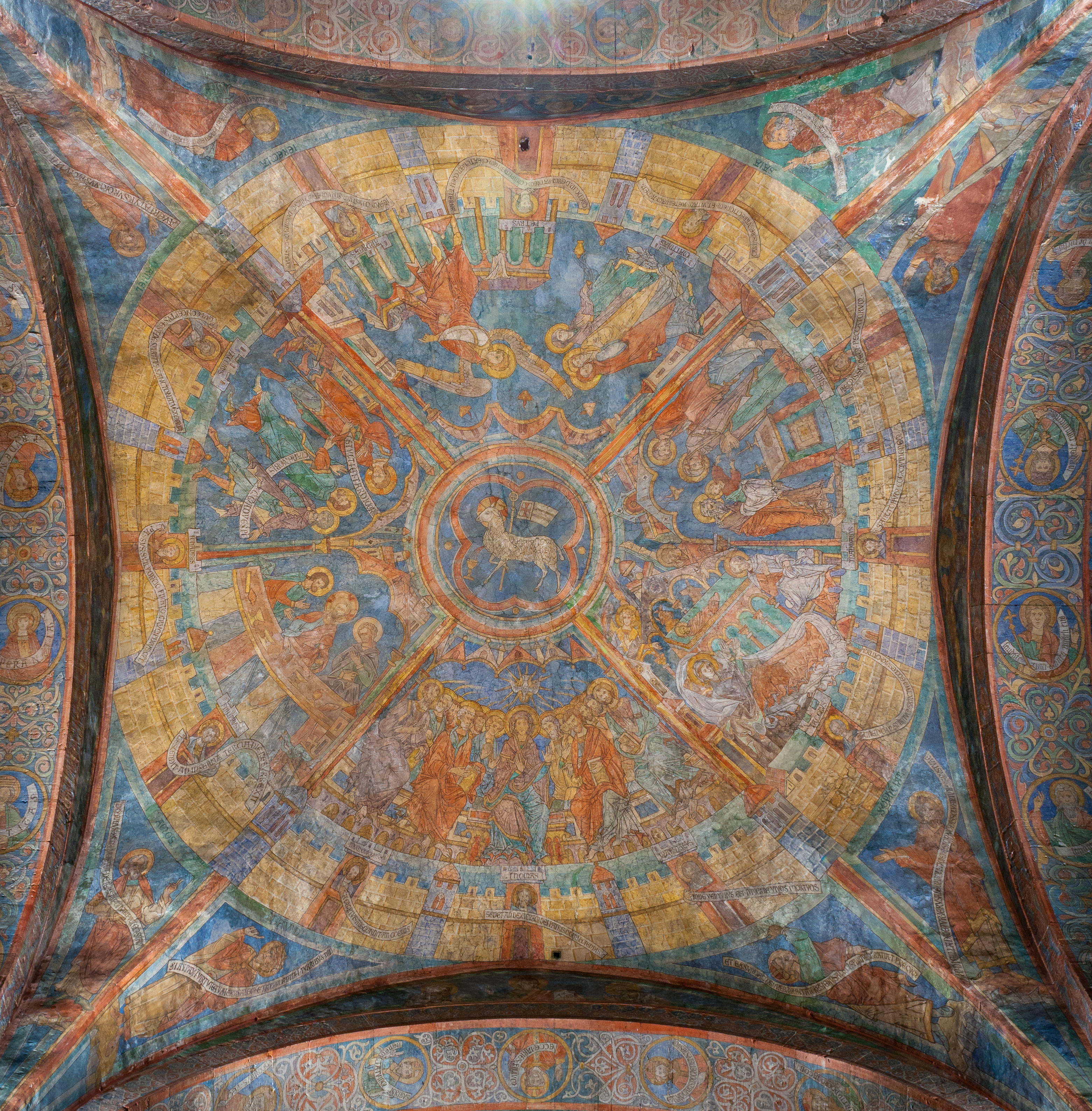
Альсекко на перехресті: Небесний Єрусалим

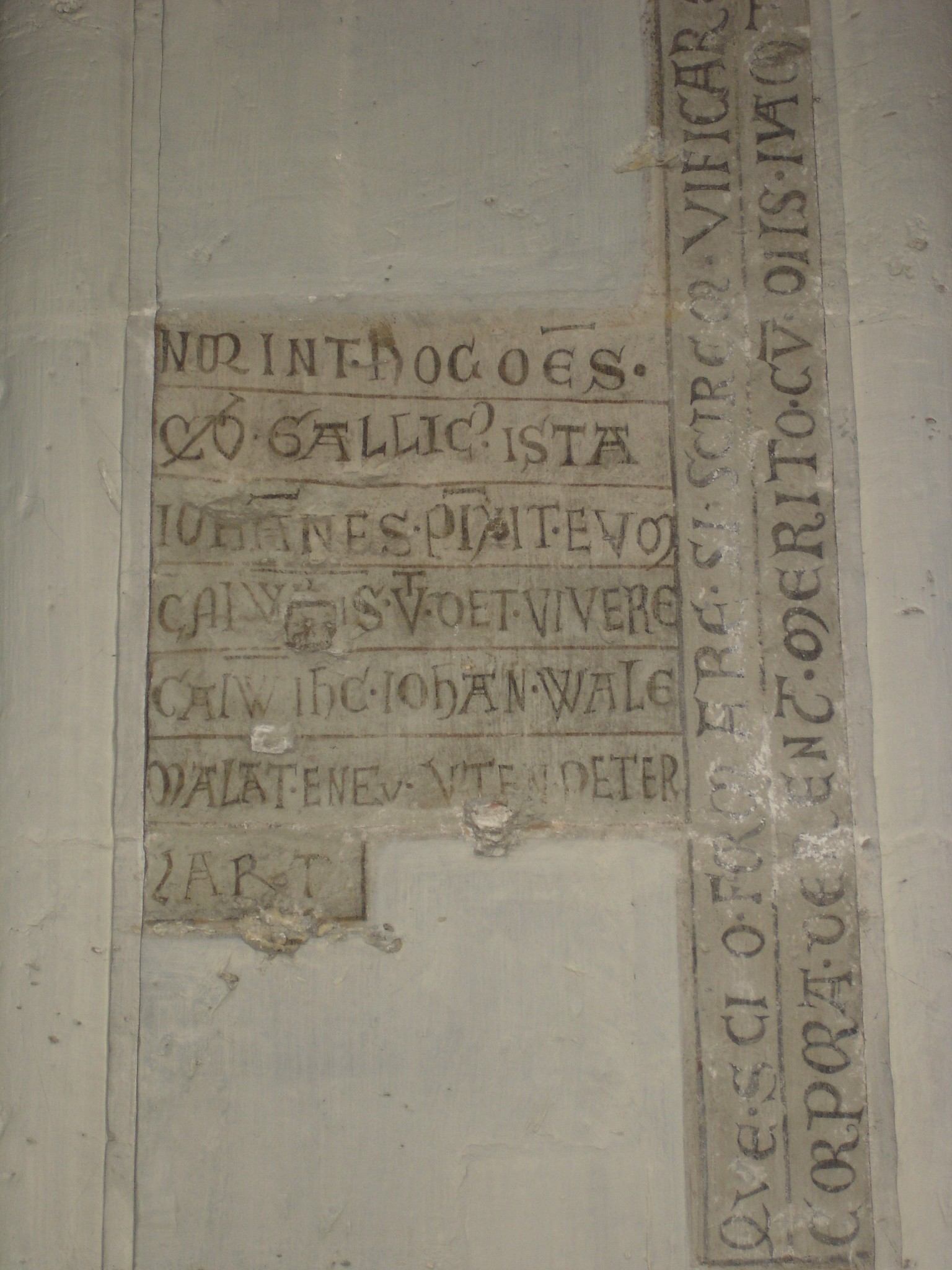
Підпис середньовічного художника

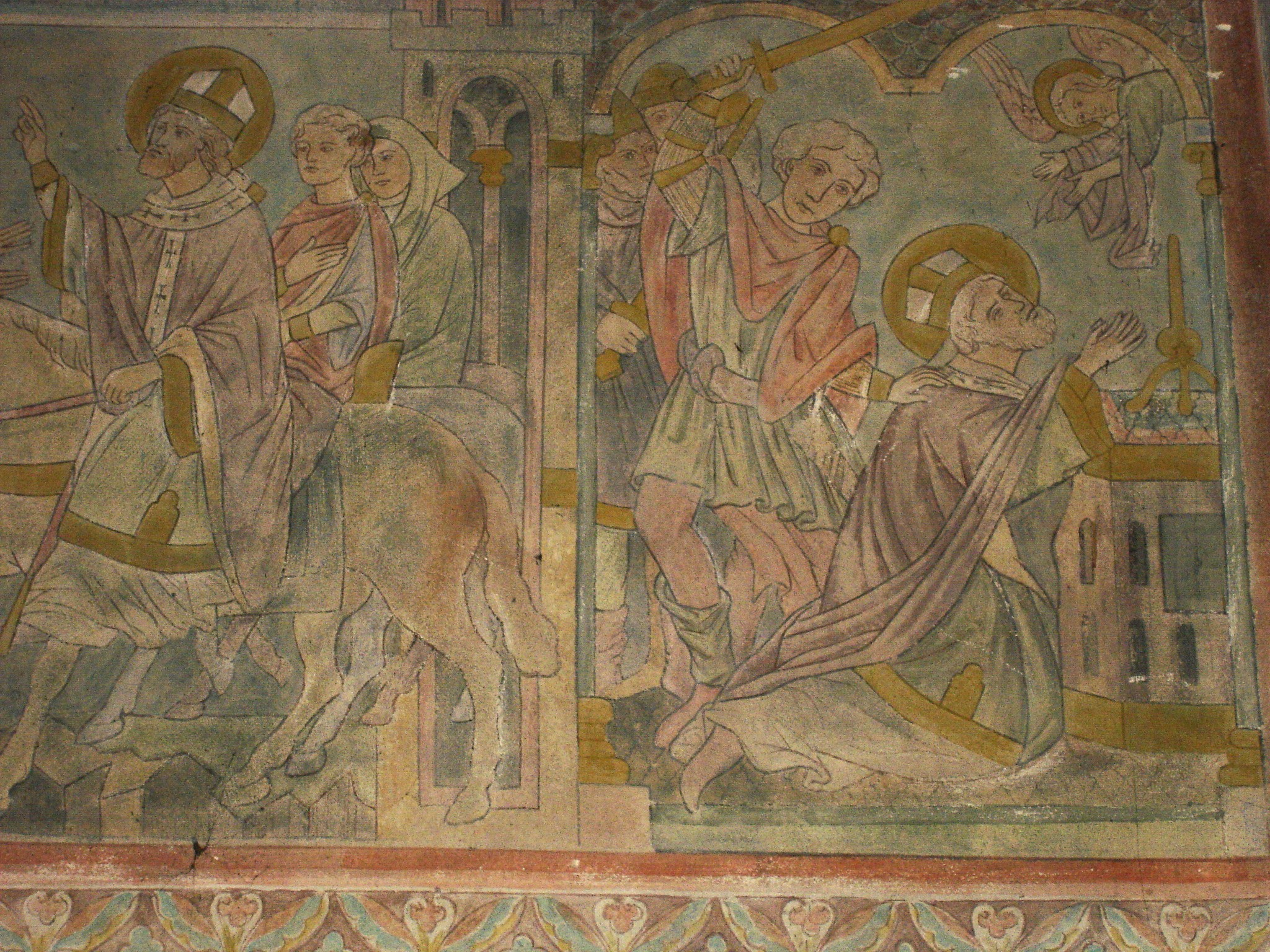
Мученицька смерть Томаса Бекета

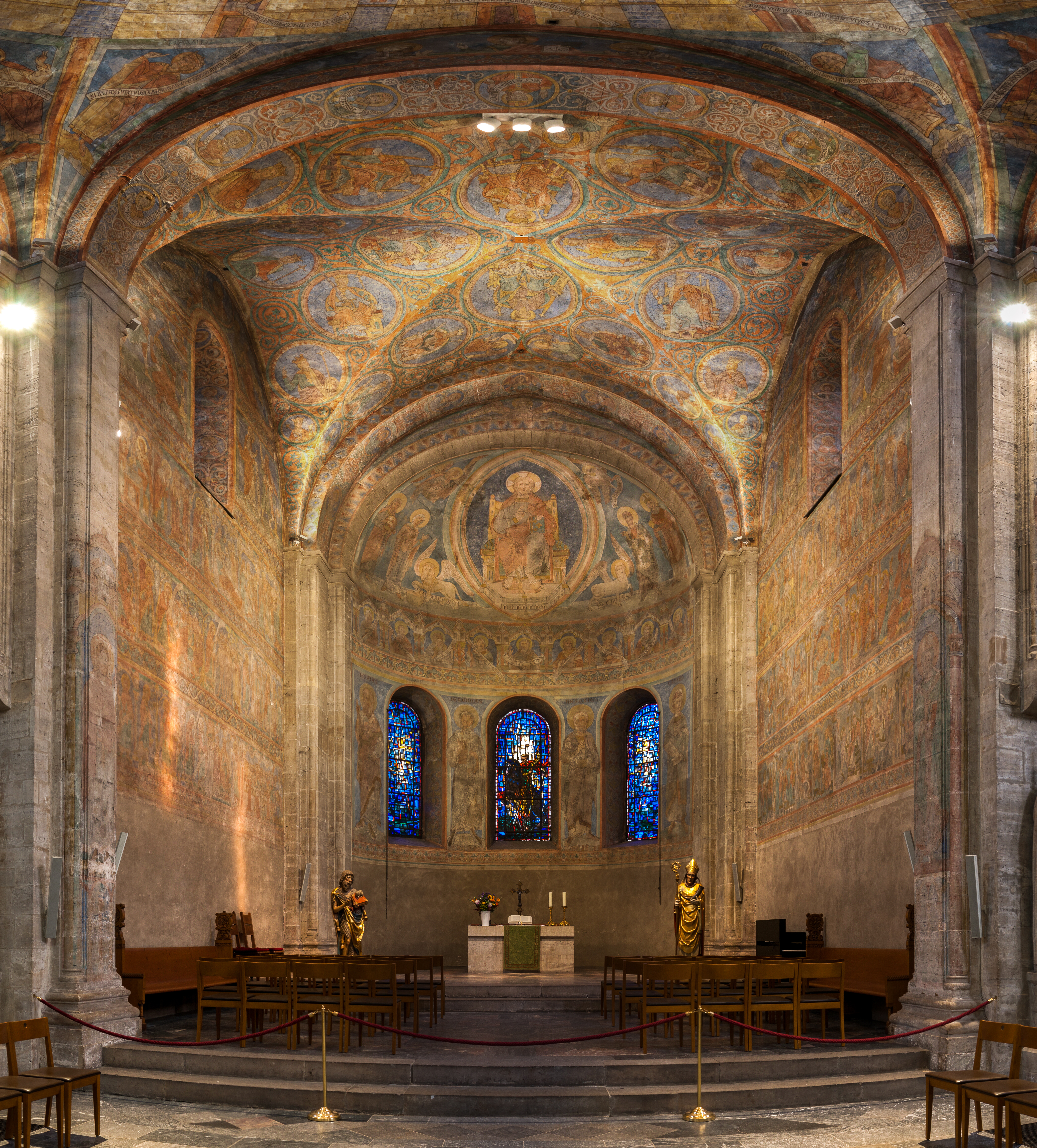
Розпис альсекко в святилищі

Трансепт, задня частина нави та апсиди були прикрашені між 1230 і 1250 роками настінним живописом альсекко, близько 80 відсотків яких збереглися досі. У 1845 році вони були знову відкриті під накладним малюнком, промальовані та відреставровані. Досить поширеним у ХІХ столітті було внесення фантазійних доповнень у дусі історизму, які, однак, не мали нічого спільного з оригіналом.
Роботи з реставрації та добудови тривали кілька десятиліть. У цьому контексті варто назвати Генріха Брандеса, придворного художника Брауншвейга Адольфа Квенсена та Августа Ессенвайна. У цей період також були додані малюнки Йоганна Георга Лозена на стовпах у наві, яких, швидше за все, не було в Середньовіччі. Деякі картини на колонах непомітно містять примітку «Доповнено Ессенвайном 1880 року». Згідно з середньовічними традиціями розпису романських церков, однак, розписували лише святилище, а не наву.
Собор був повністю наново розписаний у 1880/81 роках, ймовірно, значною мірою зберігши те, що було зображено. У 1876 році вже були створені фігури святих на стовпах центральної нави. На старих фотографіях видно, що вся центральна нава собору була прикрашена орнаментально-фігуративним розписом.
Написи з іменем середньовічного художника досі можна знайти на крайньому північно-західному стовпі нави та в перехресті. У ньому «Йоганн Вейл» або «Йоганн Ґаллікус» з гордістю згадує його роботу: «Якби ці фігури були серед живих, вони б по праву жили з богами.»
І картини, й ім'я Ґаллікус вказують на те, що на художника вплинула Франція. Стилістична знахідка картин дозволяє датувати їх періодом близько 1230/50 рр. Існують також чіткі згадки про розпис дерев'яної стелі в Церкві Святого Михайла в Гільдесгаймі, чия майстерня, ймовірно, була тісно пов'язана з майстернею в Брауншвейзі. Континуумом у зображеннях є однакова кутова обробка, особливо нижніх складок шати. Ця кутова форма зображення була відома як «зубчастий стиль» і була дуже поширена в другій половині ХІІІ століття.
Південний рукав трансепта, який у 1954–1956 роках ретельно відновив реставратор Фріц Герціг, справляє найкраще враження про початковий стан. Він також вивчав техніку альсекко, яку використовував Йоганнес Ґаллікус.
Загалом такі середньовічні розписи дотримуються тематично визначеної образотворчої програми. Деякі картини звертаються до біблійних тем, переважно це чітко христологічний цикл картин; інша частина присвячена генеалогії донорів, інша стосується історії покровитеся собору.
Тут слід коротко обговорити послідовність сцен (від хору через перехід до південного трансепту): Дерево Єссея (генеалогія Ісуса), Небесний Єрусалим (повчання), цикли віднайдення справжнього хреста Ісуса святою Оленою, легенди про мучеників святого Власія, Івана Хрестителя та Томаса Бекета Кентерберійського, північний трансепт було перебудовано після його відкриття у ХІХ столітті. 
У центральній апсиді Христос Пантократор, що повертається на землю, сидить на веселці, щоб судити світ. Дванадцять апостолів сторожують у воротах мальованого вінка. Починаючи з Агнця Божого в центрі, зображено сцени, які сформовані надією на нове життя: народження Христа, жінки біля порожньої гробниці воскреслого Господа, ламання хліба воскреслого Господа з двома учнями в Емаусі та зішестя Святого Духа на П'ятидесятницю .

У склепінні алтаря показано земне походження Ісуса від царя Давида до Марії з численними розгалуженнями на інших невизначених царів, які заповнюють усе склепіння.

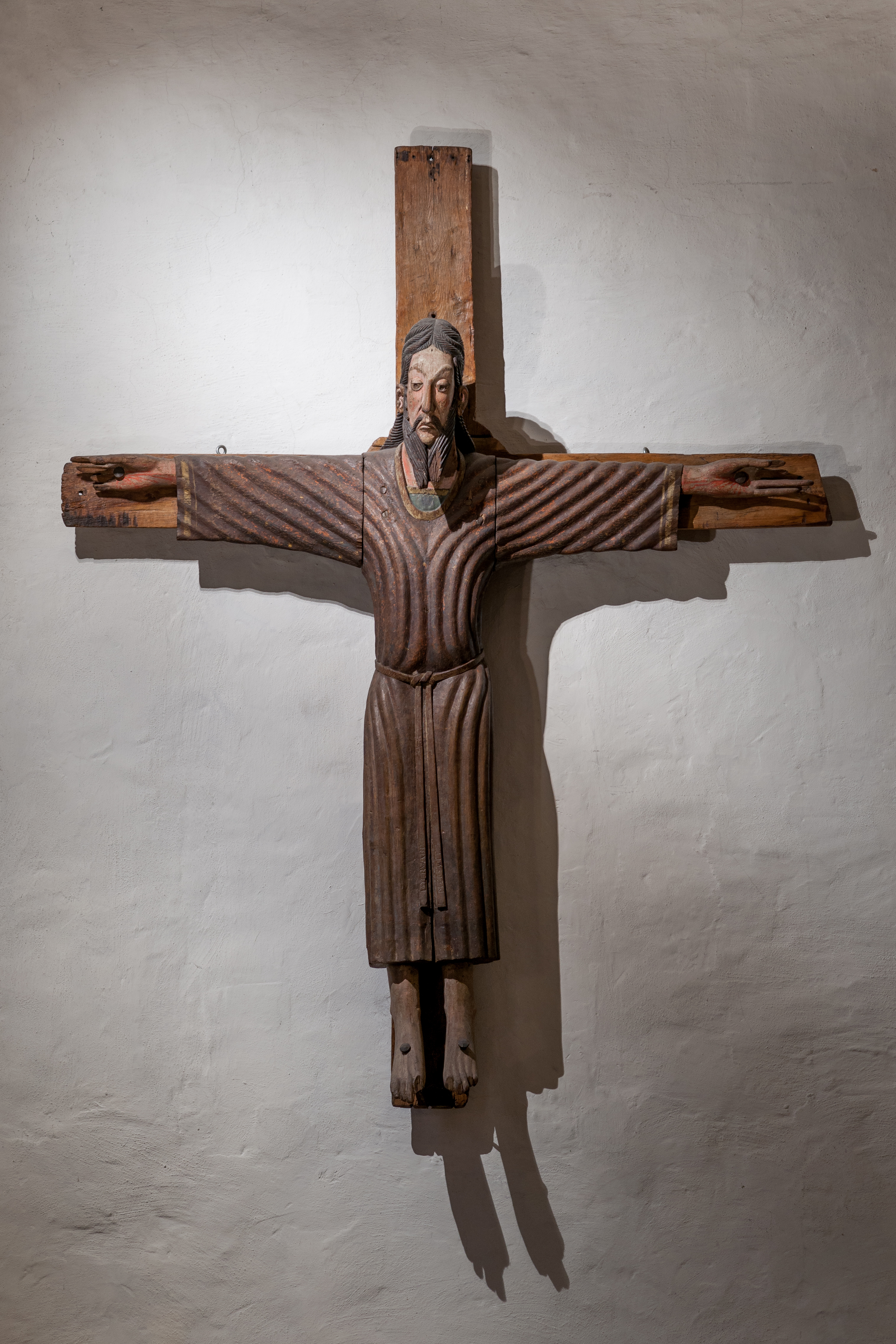
Імервардський хрест

Навпроти колишньої імператорської галереї в південному трансепті, тобто перед обличчям імператора Оттона IV на кожній службі, зображено легенду про віднайдення святою Оленою Хреста Господнього. Це стосується паломництва Генріха Лева до Єрусалиму. Зображення імператорського орла вважається найдавнішим зображенням. Ініціатор розпису Брауншвейзького собору та його наміри також очевидні тут: Оттон IV подбав про оформлення його гробниці ще за життя. Тому тематичну структуру розпису слід розуміти у зв'язку з подальшим оформленням собору як загального оздоблення імператорської усипальниці

### Імервардський хрест
У соборі та поза ним є численні історичні твори мистецтва. У північному проході знаходиться так званий «Імервардський хрест». Є докази того, що цей романський хрест старший за Брауншвейзький собор — ймовірно, він датується 1150 роком.
Це романський чотирицвяховий хрест, який відноситься до типу Вольто-Санто. У науці стилістичні посилання робляться на хрест Луккського собору. Цілком імовірно, що це процесійний хрест, який несли попереду процесії (можливо, хрестового походу чи паломництва?). Зверху знаходиться невелика шухлядка, в якій зберігалися мощі. На поясі розп'ятого можна прочитати латинський напис «IMERVARD ME FECIT» (Імервард створив мене).
Стилістично, як це було прийнято в романський період, тут зображено не страждаючого Христа, а тріумфуючого Христа, без тернового вінця, в царських шатах (Христос-Цар).

Зі стилістичних міркувань це точно не тріумфальний хрест, який був встановлений на балці на перехресті.

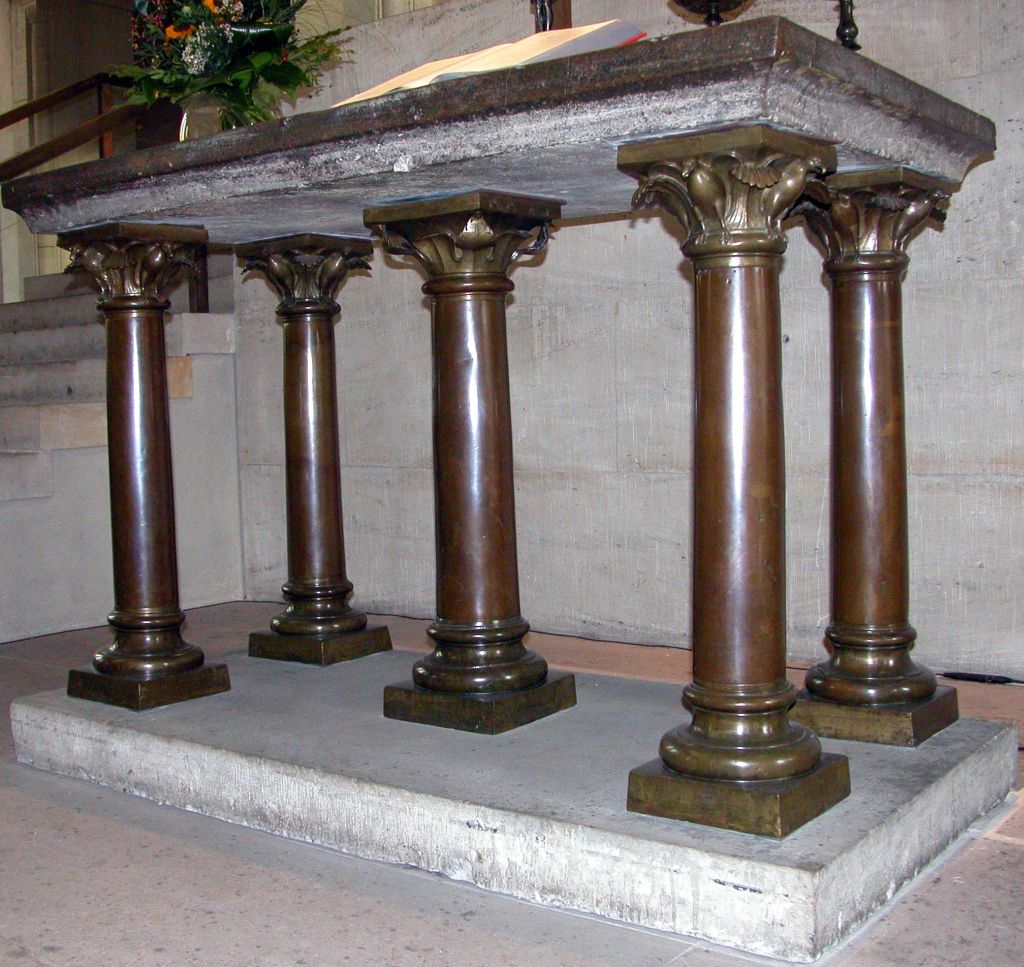
Вівтар Марії

### Вівтар Марії
Одним із багатьох вівтарів, які прикрашали собор протягом століть, є вівтар Марії, подарований Генріхом Левом та його дружиною Матильдою. Єпископ Аделог фон Гільдесгайм освятив його 8 вересня 1188 року, в день різдва Марії. Він складається з полірованої кам'яної плити (168 см × 89 см) спирається на п'ять бронзових колон (висота 95 см). У центральній колоні міститься свинцевий ящик з релікварієм і напис латинською мовою, переклад якого звучить так:
«У 1988 році Господньому цей вівтар був освячений на честь Пресвятої Богородиці Аделогом, шановним єпископом Гільдесгаймським, за спонуканням відомого герцога Генріха, сина доньки імператора Лотара II, і його благочестива дружина Матильда, дочка англійського короля Генріха II, сина Матильди, імператриці римлян.»
Вівтар Марії — єдиний, який «пережив» понад 800-річну історію собору. Всі інші вівтарі зникли.

### Сонячний годинник

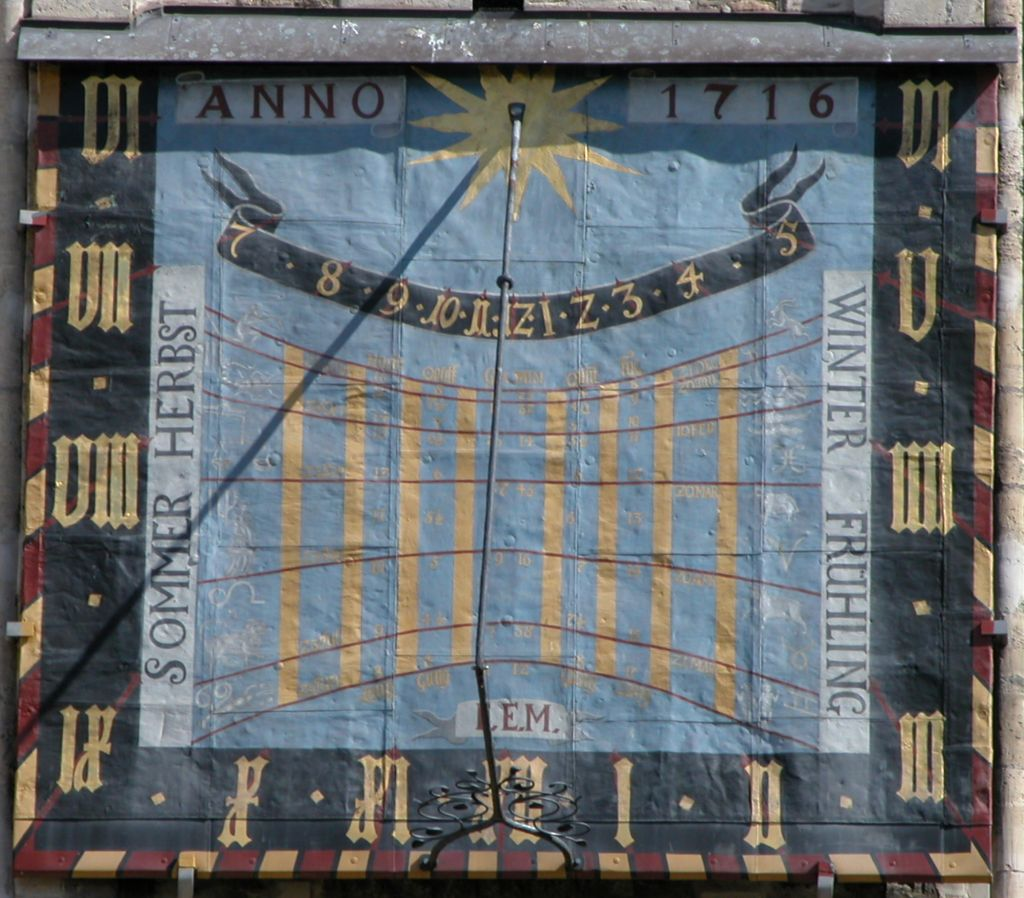
Великий сонячний годинник

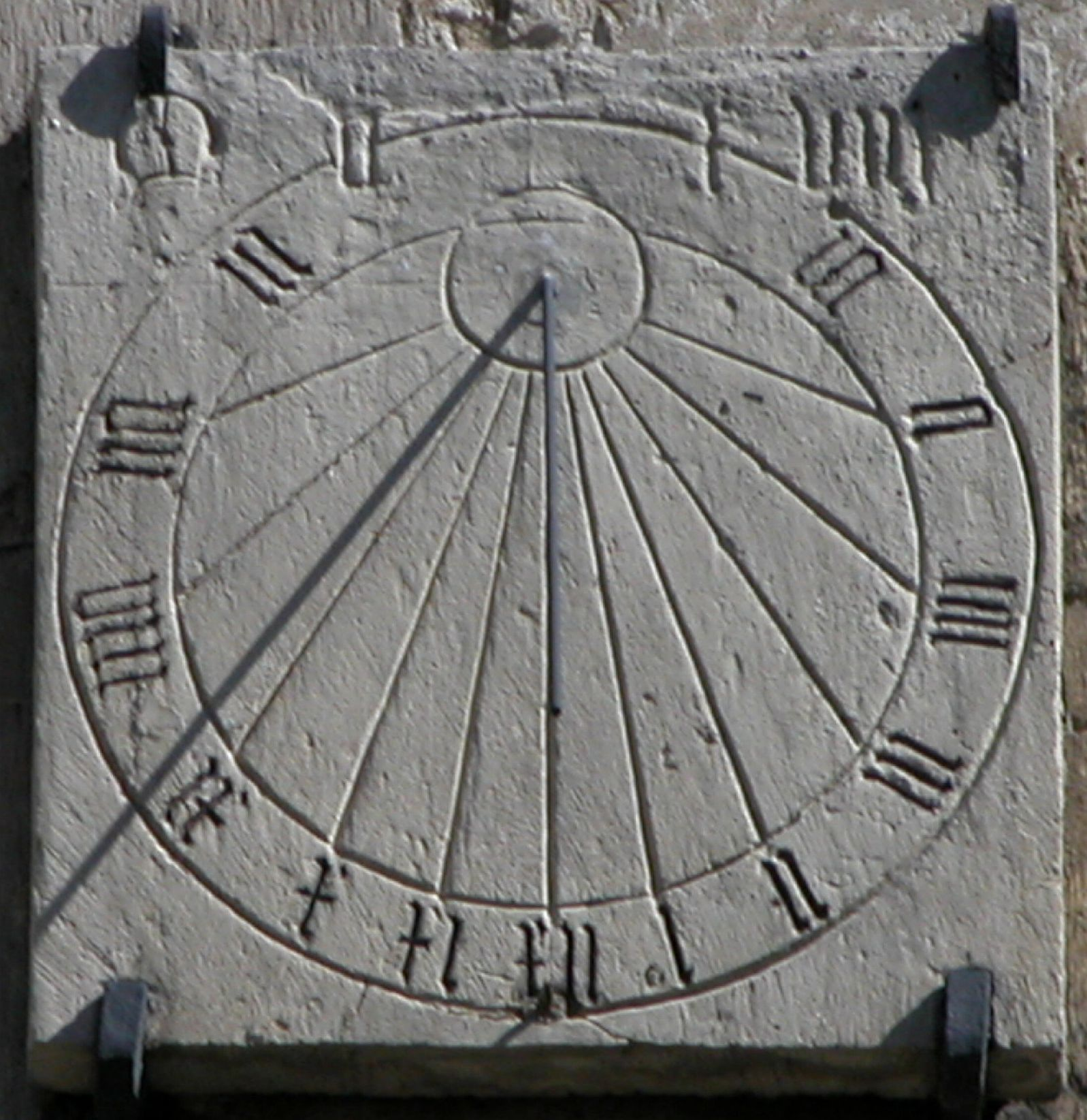
Маленький сонячний годинник

На соборі є чотири сонячні годинники, датовані 1334, 1346, 1518 і 1723 роками.
За часом два найдавніші годинники мають лише форму півкола. Годинник 1518 року вже демонструє різні етапи розвитку цього типу годинника. Великий сонячний годинник на південній вежі був спочатку створений аугсбурзьким столяром Георгом Гертелем для муніципального монетного двору на Кольмаркті та був прикріплений до собору лише в 1723 році (можливо, ще в 1716 році). З нього можна не лише зчитувати час доби та деякі астрономічні дані, його також можна використовувати як календар.